# As Asas São para Voar
As Asas São para Voar é uma minissérie brasileira escrita e dirigida por Péricles Leal, exibida pela Rede Bandeirantes em 15 de março de 1970, às 19h.  Obscura obra da Bandeirantes quase sem informações.

## Elenco
- Elaine Cristina - Lena
- Líria Marçal - Ana
- Roberto Rocco - Daniel
- Rui Luiz - Fernando
- Ruthinéa de Moraes